# Atlapetes pallidiceps
El atlapetes cabecipálido o saltón cabecipálido (Atlapetes pallidiceps) es una especie de ave paseriforme de la familia Passerellidae.

## Distribución y hábitat
Es endémica de las zonas áridas de matorral bajo altitudes de 1650 a 1800 m (5400 a 5900 pies) en el centro-sur de Ecuador.
Está amenazada por pérdida de hábitat y por el parásito de puesta, el tordo común. La mayor parte de su conocida gama pequeña, está estimada por la BirdLife International en sólo 1 km², se encuentra dentro de la reserva de Yunguilla, que tras el redescubrimiento de esta especie en 1998, fue creada por la Fundación Jocotoco. Después de un manejo intensivo, incluyendo la eliminación de los tordos, la población del saltón cabecipálido está aumentando. Podría aumentar aún más, sin embargo, puede estar limitado por la falta de hábitat adecuado.